# Glypta martini
Glypta martini är en stekelart som beskrevs av Dasch 1988. Glypta martini ingår i släktet Glypta och familjen brokparasitsteklar. Inga underarter finns listade i Catalogue of Life.